# 洛斯特湖

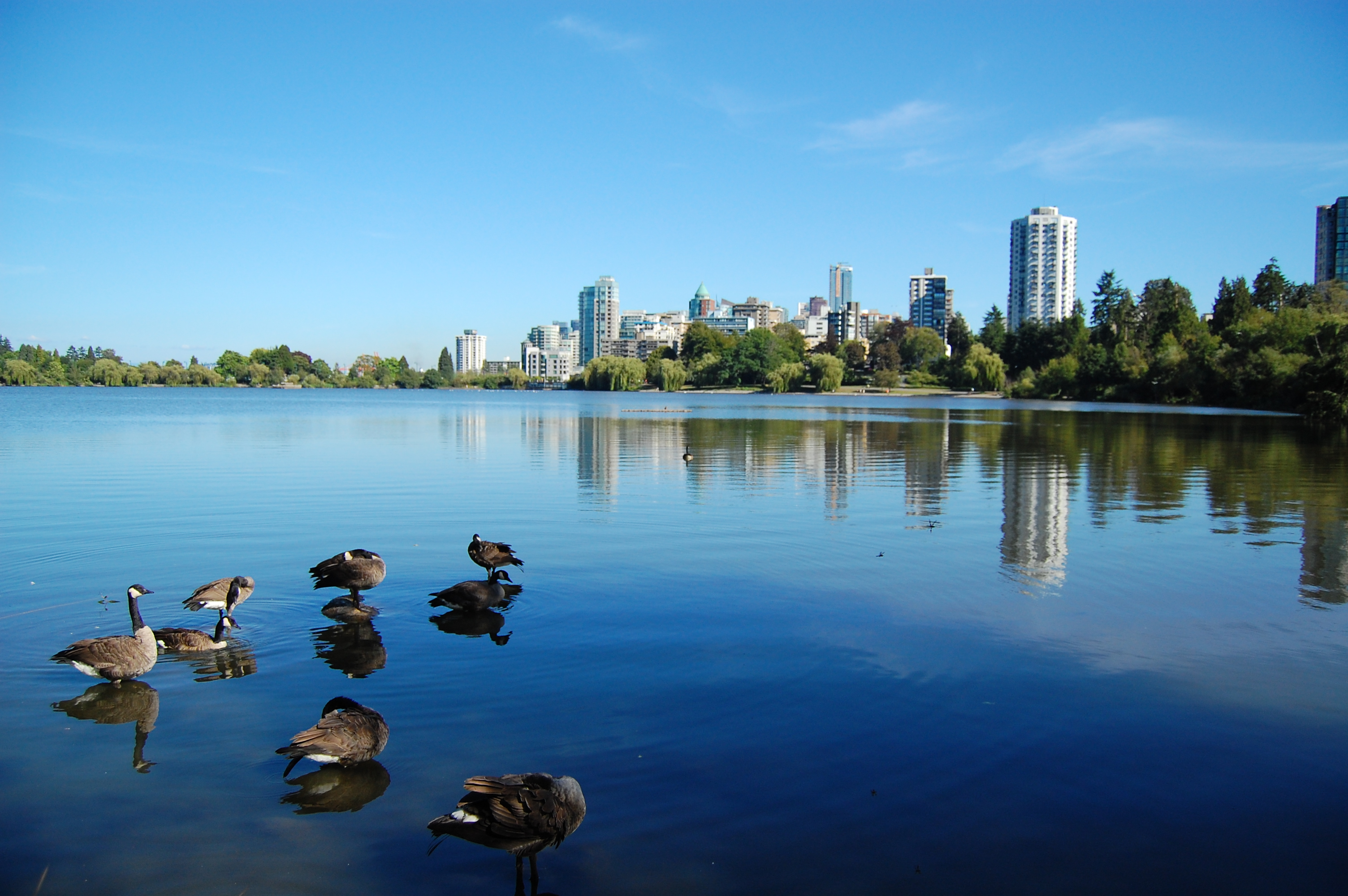
洛斯特湖（背景為西端區）

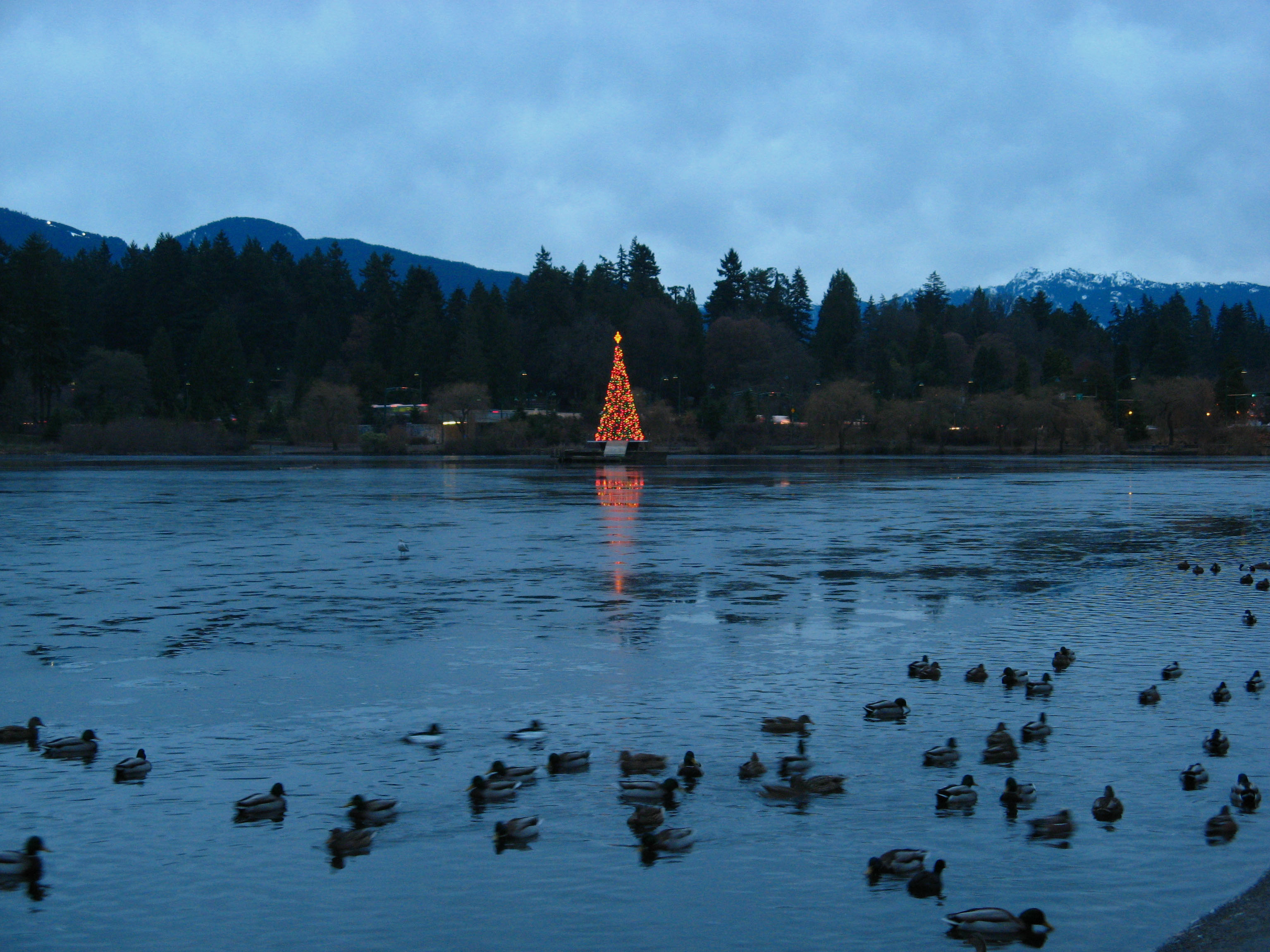
金禧噴泉的聖誕燈飾（攝於2006年）

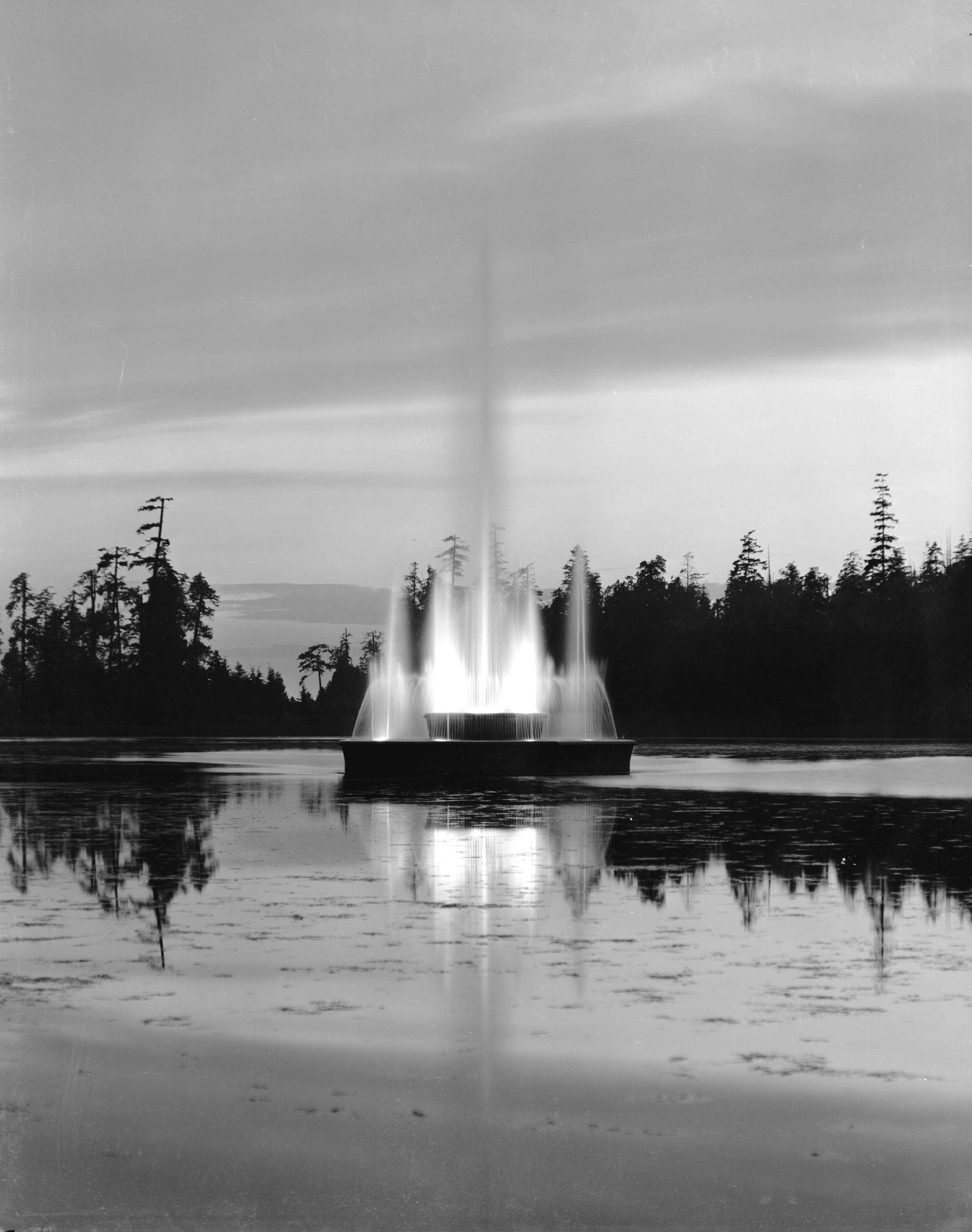
金禧噴泉（攝於1936年）

洛斯特湖（英語：Lost Lagoon）是加拿大卑詩省溫哥華市内一個人工湖。它座落佐治街西端，鄰近史丹利公園的入口，面積有16.6公頃（41英畝），平均水深約4英尺（最深約11英尺），並被一條1.79公里（1.2英里）長的步行徑所包圍。它也是蒼鷺、天鵝和數種鴨類的棲身之所，並吸引不少遊人到此觀鳥，而洛斯特湖西南端則是史丹利公園生態協會的訪客中心所在。洛斯特湖偶然會在寒潮影響下結冰；當冰層達一定厚度時，溫哥華公園局會允許遊人在湖上溜冰和玩冰球。

## 歷史
洛斯特湖過去曾是高豪港西端的淺灘，為原住民拾蜆的地點之一。淺灘北端也是一個貝塚所在，為過去位於該處的原住民聚落留下憑證。該處的斯誇米殊語名稱為「Ch'ekxwa'7lech」（或「Chul-wah-ulch」），意即「潮退時缺水」。溫哥華於1886年設市後，移民們於淺灘沿岸修建木屋。溫哥華公園局於1909年計劃興建一條堤道連接佐治街和史丹利公園；市政府並於同年將淺灘南岸劃入史丹利公園，並開始拆卸該處的木屋。
堤道於1913年動工，並於1916年完成，淺灘從此被截斷而成人工湖，而民眾亦就該處的發展計劃展開激烈辯論。勞工代表認為人工湖應該被填平作興建康樂設施之用，而白領階層則傾向保留人工湖。市府就此問題舉行公投，最終由支持保留人工湖的一方獲勝，公園局隨後並聘請顧問研究人工湖發展方案。顧問提供的四個方案中，其中一個建議分別在人工湖西北端和西南端興建體育館和博物館，而此方案也被局方接納。然而，此方案造價高昂，單是體育館便耗資80萬加元，方案因此無疾而終。
公園局於1920年截斷連接高豪港和人工湖的鹹水管，令人工湖變成淡水湖。局方再於1922年將人工湖正式命名為「Lost Lagoon」；此名來自作家保蓮·莊遜所作的一首詩。她解釋名稱的來源：
|  | 我多年來一直對（高豪港）這個既刺人耳目又毫不美麗的名稱沒有好感。當我首次划獨木舟至海灣邊際處並在此置閒時，我將這個掩蔽的小灣命名為『迷失潟湖』（Lost Lagoon）。這只是為了滿足我自己的幻想，因為隨著那個完美的夏日慢慢地漂走，靜止不住的潮水往往就在我喜歡划獨木舟的時段從海灣往後退，令我最得意的置閒之所消失多日；我將此處名為『迷失潟湖』的想法也由此而生。 |

卑詩魚類和獵物保護協會於1929年獲准將鱒魚引入洛斯特湖。史丹利公園釣魚協會隨後成立，會員繳費後可於湖内釣魚，而公園局則為釣魚人士提供租艇服務以增加收入來源。然而，洛斯特湖於1938年被列為鳥類保護區，湖内自此亦禁止釣魚。經濟大蕭條期間市政府的財政緊絀，但公園局卻受惠於政府的失業救濟措施，動用領取救濟金的失業人士在洛斯特湖沿岸進行園藝美化工程。
為了慶祝溫哥華的建市50周年紀念，時任市長傑利·麥基爾宣佈在洛斯特湖興建金禧噴泉。部分民眾批評在經濟大蕭條期間斥資3萬3千元興建噴泉是不慎的理財行為，但噴泉仍在爭議中趕及在1936年（即溫哥華金禧年）完工。噴泉再於1986年重修以迎合溫哥華的百周年紀念和世界博覽會開幕。

### 引用文獻
- Steele, Mike. . Vancouver: Heritage House. 1993. ISBN 1-895811-00-7.

### 備註
1. ↑  原文為：「I have always resented that jarring unattractive name [Coal Harbour] for years. When I first plied paddle across the gunwhale of a light canoe and idled about the margin, I named the sheltered little cove Lost Lagoon. This was just to please my own fancy for, as that perfect summer month drifted on, the ever restless tides left the harbor devoid of any water at my favorite conoeing hour and my pet idling place was lost for many days; hence my fancy to call it Lost Lagoon.」

49°17′45″N 123°08′26″W / 49.295954°N 123.140559°W